# Borðoyarvík
El Borðoyarvík és un fiord situat a la costa sud de l'illa de Borðoy, a les illes Fèroe. Té una longitud de 6'5 quilòmetres i una orientació sud-sud-est-nord-nord-oest.
Al fons del fiord hi ha la ciutat de Klaksvík, la segona ciutat més gran de l'arxipèlag feroès. Aquí la ciutat hi té un port secundari, ja que per la seva part nord, que connecta amb la badia de Pollur, hi té el port principal.
A la riba est del fiord hi ha l'antic assentament de Norðoyri, i a pocs quilòmetres al sud d'aquesta localitat hi ha un jaciment arqueològic de l'època dels vikings: Íslendingatoftir. A prop d'aquestes restes s'hi poden veure les ruïnes d'una granja que va ser destruïda per una allau el 17 de març de 1745 i, altre cop, el 17 de març de 1765; el 1945, 200 anys després de la primera tragèdia, s'hi va col·locar una pedra commemorativa que recorda aquests esdeveniments.
Borðoyarvík és un dels 23 llocs regulats pel govern feroès on es pot practicar el grindadráp, la caça tradicional de balenes.